# ایگور کورچاتوف
ایگور واسلیه‌ویچ کورچاتوف (روسی: И́горь Васи́льевич Курча́тов؛ زاده ۱۲ ژانویهٔ ۱۹۰۳ درگذشته ۷ فوریه ۱۹۶۰) یک دانشمند در زمینه فیزیک هسته‌ای اهل روسیه بود. وی به خاطر نقشش در پیشرفت برنامه اتمی شوروی شناخته می‌شود.